# Kusiće
Kusiće es un pueblo ubicado en el municipio de Veliko Gradište, en el distrito de Braničevo, Serbia.

## Superficie
Posee una superficie de 14,06 kilómetros cuadrados.

## Demografía
Hasta 2011 la población era de 686 habitantes, con una densidad de población de 48,80 habitantes por kilómetro cuadrado.